# Haapamäki

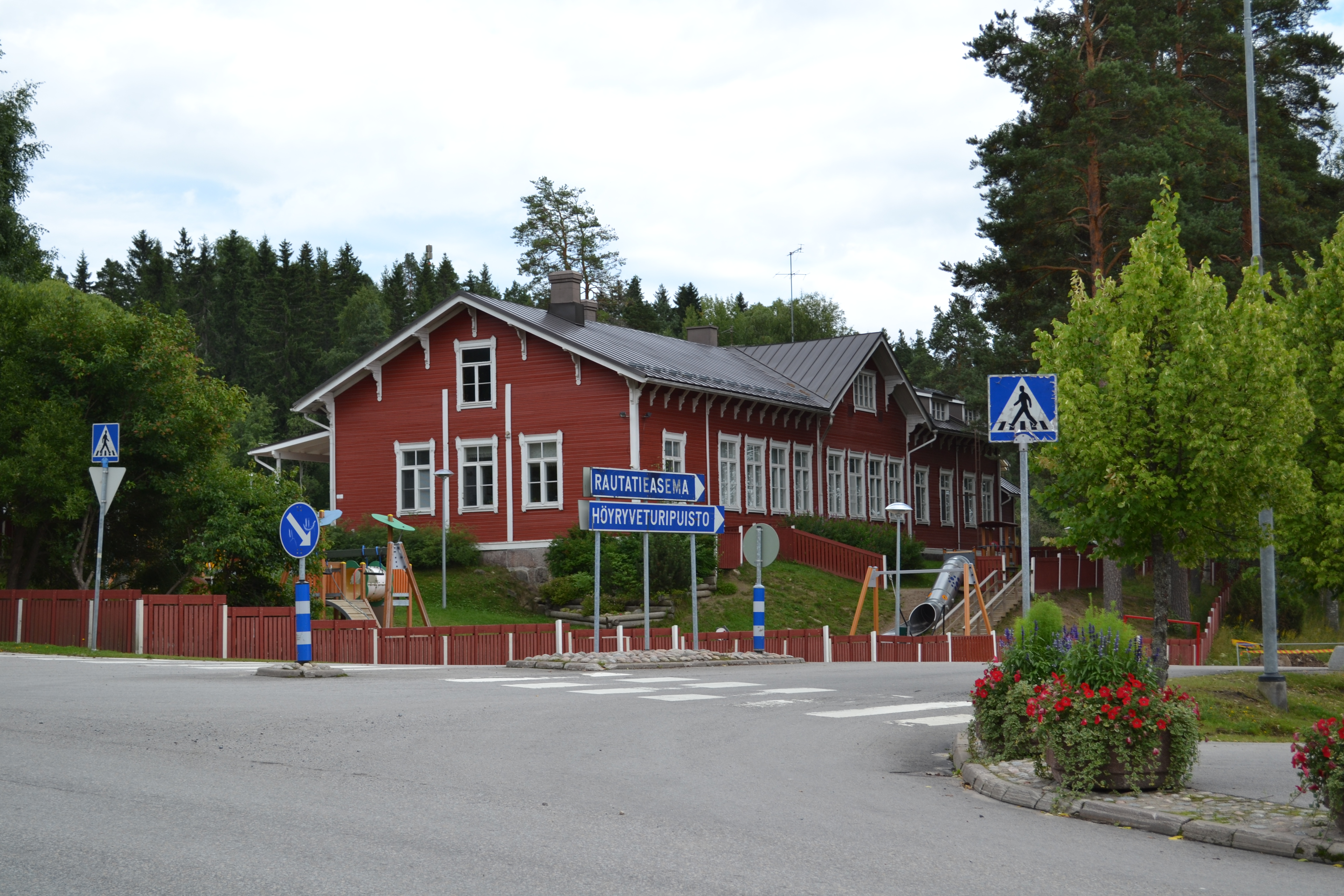
Zdjęcie z miejscowości

Haapamäki – wieś w gminie Keuruu w Finlandii Zachodniej. Węzeł kolejowy, stacja Haapamäki. Stąd pochodzą Kalevi Sorsa, Matti Kassila, Yrjö Kolho